# Министерство на енергетиката и горивата на България
Министерството на енергетиката и горивата (МЕГ) е държавна институция в България в периода 1966 – 1971 година.

## История
Създадено е с указ № 538 на 30 юни 1966 година от реорганизацията на Комитета по енергетиката и горивата. Основна задача на министерството е да държавната политика в областта на енергетиката и въглищната промишленост. Сред задачите на министерството са ръководство и организация на цялостната дейност по въглищната и енергийната промишленост в страната, да осъществява координация и контрол и да прогнозира състоянието и експлоатацията на енергийните съоръжения и рационалното използване на електроенергията, топлоенергията и горивата, да контролира и осигурява безаварийна работа на хидросъоръженията, да ръководи научноизследователската работа, да ръководи развитието и международното научно-техническо и икономическо сътрудничество в енергодобива, въглищната промишленост и експлоатацията на обединените енергийни системи.
Закрито е с указ № 8 от 9 юли 1971 година, като негов приемник става Министерството на тежката промишленост

## Структура
- Централно управление
  - Ръководство
    - министър
    - заместник-министри
    - главен секретар